# Ли И (конфуцианство)

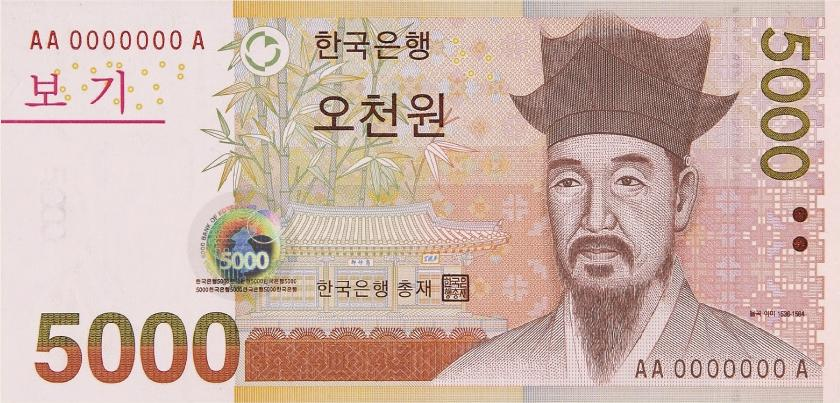
Купюра достоинством в 5.000 вон Южной Кореи

Ли И (кор. 이이; 26 декабря 1536, Каннын — 1584, 	
Хансонбу) — корейский политический деятель, реформатор, писатель и философ — неоконфуцианец, известный своей борьбой с коррупцией в средневековой Корее. Писательский псевдоним Юльгок (율곡 — Каштановая долина). Поэтому часто звался также Ли Ильгок (이율곡).

## Жизнь и творчество
Родился в городе Каннын в знатной и богатой семье. Мать его, Син Саимдан, была известной художницей, поэтессой и каллиграфом, отец занимал пост государственного советника, а дядя, Ли Чжи (이기) в 1549—1551 годы был главой правительства корейского государства. Когда Син была им беременна, ей приснился удивительный сон о белом драконе, и поэтесса его интерпретировала как предсказание великого будущего для её сына. Соответственно в осуществление этого «обещания свыше» она, не жалея средств и собственного времени, постаралась дать Ли И отличное воспитание и образование. Уже в возрасте семи лет мальчик прочитал произведения всех 13 классиков конфуцианства, «Тринадцатиканоние». В 13 лет он сдаёт первый экзамен на получение должности чиновника. Син Саимдан скончалась, когда её сыну исполнилось 16 лет. Она остаётся до сих пор в Корее символом материнской любви и заботы.
После смерти матери Ли на три года удаляется в горы Кымгансан и здесь занимается изучением буддизма, что для семьи с конфуцианскими традициями было весьма необычно. Однако вернувшись, он вновь посвящает себя конфуцианским штудиям. В 22 года Ли И вступает в брак. На следующий год он посещает учёного-конфуцианца Ли Хвана, руководителя Тосан Совон — одной из неоконфуцианских академий в местности близ города Андон. В последующие годы Ли И с отличием сдаёт все остальные экзамены на замещение государственных должностей. Его дипломная работа «Книга Небесного Пути» (천도책) считается в Корее образцом литературного творчества XVI столетия. В ней учёный излагает свои взгляды на историю, а также на искусство государственного управления согласно конфуцианскому учению и своё понимание учения даосов — даосизма. Когда молодому человеку исполняется 26 лет, умирает и его отец.
В 29 лет Ли И поступает на государственную службу, работает в различных министерствах. В этот период он также служит учителем у юного принца Сонджо, будущего короля, а также участвует в составлении Анналов правления короля Мёнджона. В 1568 году, после вступления на престол короля Сонджо, тот посылает Ли И с миссией в Империю Мин. В возрасте 40 лет Ли И, благодаря своим обширным знаниям и влиянию на короля, становится одной из центральных фигур в политической жизни Кореи. Однако после 1576 года, когда конфликт между дворцовыми кликами обострился, а король Сонджо занял бескомпромиссную позицию по ряду вопросов, дипломат Ли И понял, что лавировать между интересами различных придворных групп ему становится всё труднее. После казни оклеветанного его предшественника, советника Чжу Хвана, Ли И уходит в отставку и покидает королевский двор, удалившись в родной город. В последующие годы Ли И много работает преподавателем, пишет несколько книг, проводит научные изыскания.
В возрасте 45 лет учёный возвращается в столицу и занимает ряд министерских постов. В этот период Ли И также пишет множество статей о политической жизни современного ему общества, об искусстве улаживания сложных политических конфликтов. Однако король Сонджо при разрешении возникших неотложных вопросов вновь предпочёл действовать силовыми методами вопреки советам Ли И. Это вынудило учёного, во избежание возможных для него последствий, вновь покинуть двор и уехать. Через год он скончался.

## Предания
Согласно одной из легенд, Ли И построил близ легко проходимого брода на реке Имджинган деревянный павильон и завещал своим наследникам — в случае бегства короля из Сеула при какой-либо опасности — поджечь это здание. Такой большой пожар должен быть виден на расстоянии многих километров и указать королю и его сопровождающим путь через реку, чтобы избавиться от погони. Так и произошло через несколько лет после смерти учёного, во время японо-корейской Имчжинской войны (1592—1598).

## Наследие
Ли И был не только учёный-философ, но и реформатор современного ему общества. Наиболее интересна его методика познания причинности явлений при сравнении с учением другого крупнейшего нео-конфуцианца Кореи XVI столетия, Ли Хвана. Несмотря на сходство позиций обоих по целому ряду вопросов — в первую очередь о борьбе с коррупцией, также у них имеются и существенные различия. В конфуцианстве существует понятие о двух полюсах: Ки (в широком смысле — жизненная энергия или реальность) противостоит или дополняет Ли (в широком смысле — основополагающие принципы), и наоборот.
- У Ли Хвана Ли (порядок) — важнейший из полюсов. У Ли И первое место занимает жизненная энергия Ки.
- Для Ли Хвана огромную роль в жизни и поведении человека играет железное соблюдение правил и верность принципам. Как и Ли И, из-за этого он при королевском дворе подвергался многочисленным нападкам врагов и недоброжелателей, был жертвой различных интриг, в результате чего вынужден был также удалиться. В то же время, в отличие от него, Ли И действует дипломатично, проявляет гибкость и уходит со службы добровольно, не впав в немилость у короля, и возвращается к нему опять тогда, когда считает время для себя более благоприятным.
- Ли Хван считает людей по природе злыми и несовершенными, плохими гражданами. Только путём строгого соблюдения принципов при воспитании и применении наказаний возможно улучшить человеческую природу. Ли И, выросший в богатом доме и окружённый с рождения благополучием и материнской любовью, в основе своей считает человека добрым. Дурное поведение и преступные поступки людей он выводит из их сложной жизненной ситуации, нужды и прочих бедствий. Развернуть людей в сторону Добра он считает возможным путём облегчения их жизни. В данном его убеждении, по-видимому, отразились идеи, вынесенные им из трёхлетнего изучения буддизма в горах после смерти матери.
- Ли Хван ставит на первое место принципы, Ли И — идеалы.

Ли И также известен своей прозорливостью в вопросах внешней политики. Так, он предлагал срочно усилить и увеличить численность корейской армии, предполагая возможный скорый конфликт с Японией. Однако все предложения политика в этой области королевским двором были проигнорированы. Опасения Ли И подтвердились через несколько лет после его смерти. С высадкой японских войск на юге Кореи началась тяжелейшая для неё Имдинская война (1592—1598), в результате которой Япония первоначально захватила почти всю территорию этой страны.

## Сочинения
Ли И опубликовал 193 свои работы, вышедшие из печати 276 раз, и которые были переведены впоследствии на шесть языков. Наиболее значимые из них:
- «Вопросы и ответы о Восточном море» (동호문답);
- «Памятка в десяти тысячах слов. Рекомендации к конфуцианскому учению и саморазвитию, и этические правила для действий правительству» (만언봉사);
- «Самое существенное из наблюдений мудреца. Основы конфуцианской этики, саморазвития и основ правительственного управления» (성학집요);
- «О секрете, как преодолеть невежество. Систематическое пособие для обучения» (격몽요결).

## Память
- Именем Ли И названа одна из улиц в центре Сеула;
- Его портрет помещён на купюру достоинством в 5000 вон Южной Кореи.